# Винные дни Еревана
Винные дни Еревана (арм. Երեւանի գինու օրեր, англ. Yerevan Wine Days, YWD) — это ежегодный международный фестиваль, посвящённый виноделию, который проходит в столице Армении, Ереване. Фестиваль был основан в 2017 году и организуется компанием «EventToura». Мероприятие проводится каждый год в первые пятницу, субботу и воскресенье июня на центральных улицах Еревана — Саряна, Туманяна и Московяна. В 2025 году фестиваль состоится с 6 по 8 июня.
Фестиваль «Винные Дни Еревана» является уникальным по своему формату в регионе и превратился не только в ведущую платформу событийного туризма, но и в важнейшее экономическое и культурное событие для Армении. В 2024 году фестиваль принял около 120 000 посетителей, из которых около 25 000 были туристами, а его общий экономический вклад оценивался примерно в 25 миллионов долларов США.

## Цель
Цель фестиваля — содействие развитию винного туризма в Армении и повышение узнаваемости страны, как одной из древнейших колыбель виноделия. Развивая событийный туризм, мероприятие направлено на популяризацию армянских винодельческих традиций, поддержку продвижения местных производителей вина, а также создание устойчивой платформы для сотрудничества между виноделами, потребителями и международными туристами.
Фестиваль оказывает многогранное экономическое, культурное и социальное влияние. Из года в год он способствует росту туризма, что, в свою очередь, улучшает деловую среду для местного бизнеса, повышает престиж страны и обеспечивает приток финансовых средств. Согласно официальных данных, фестиваль «Винные Дни Еревана» положительно повлиял на развитие винодельческой отрасли Армении, способствуя увеличению площадей виноградников, объемов сбора винограда и производства вина.
После 2017 года, когда фестиваль стал проводиться на регулярной основе, была зафиксирована значительная тенденция роста площадей виноградников. Уже в 2017 и 2018 годах наблюдался прирост по сравнению с 2016 годом, предшествующим запуску фестиваля. Параллельно выросли объемы сбора винограда и производства вина, что свидетельствует об активизации отрасли.
Фестиваль, помимо популяризации культуры потребления вина, существенно способствовал развитию экономики Армении. Создавая платформу для развития событийного туризма, он обеспечивает значительный экономический приток и стимулирует инвестиции в сферы туризма и виноделия. Повышая спрос на армянское вино и сопутствующую продукцию, фестиваль предоставил местным производителям возможность заявить о себе на международном рынке и выйти на экспорт. «Винные Дни Еревана» стали своеобразным «окном в мир», укрепляя конкурентоспособность армянского вина на глобальном уровне.

## Концепция мероприятия

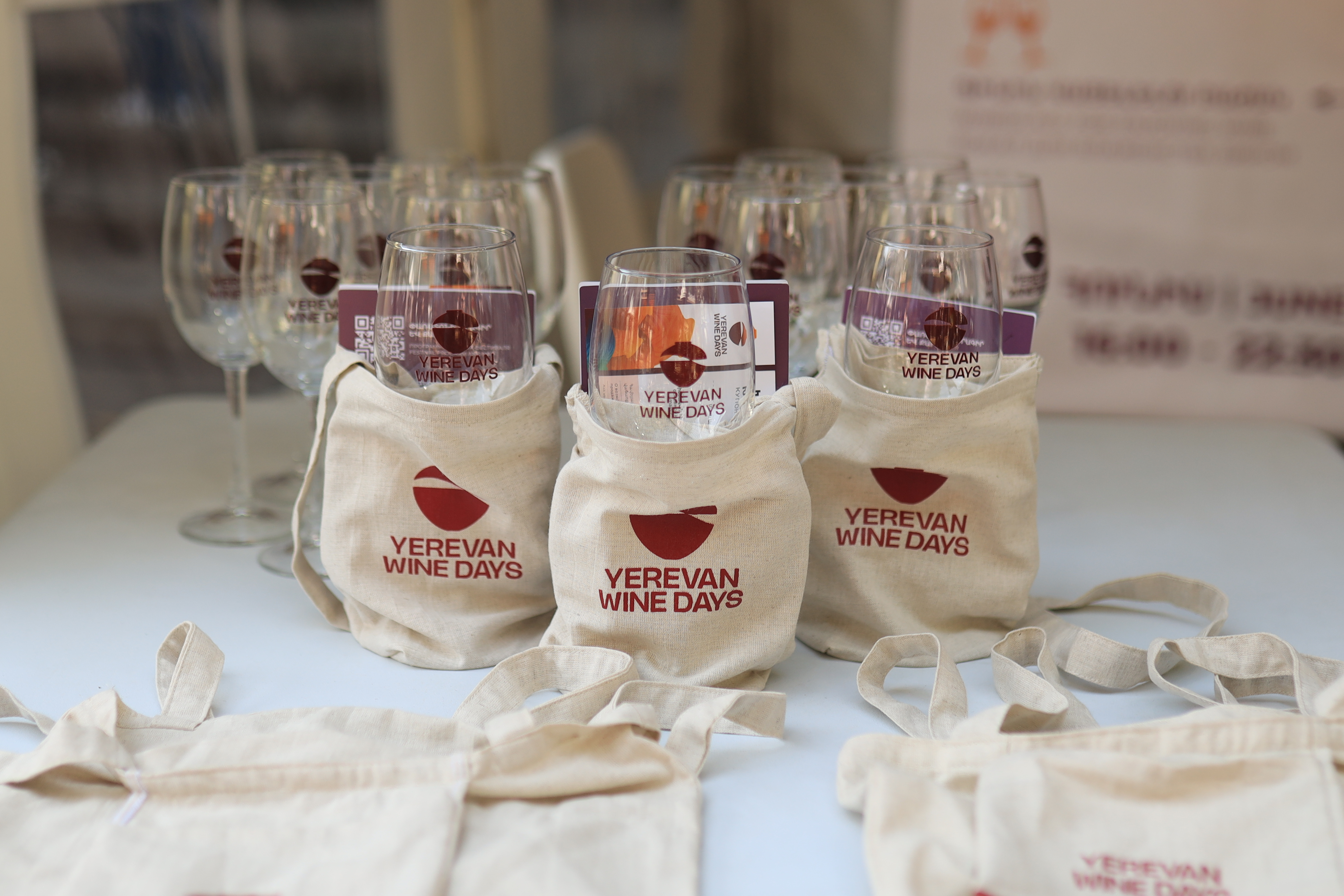
Пакет наслаждения вином Винных Дней Еревана

На фестивале Винные дни Еревана ценители вина — как туристы, так и местные жители — получают уникальную возможность продегустировать лучшие вина, произведённые из эндемичных армянских сортов винограда. Гостей ждет полный спектр вкусов: от белых, розовых до красных вин, идеально сочетающихся с изысканными армянскими блюдами, разнообразными сырами и угощениями мировой кухни.
Вход на мероприятие свободный. Однако, чтобы попробовать представленные вина, необходимо приобрести специальный «Пакет наслаждения вином». Пакет включает в себя брендированный чехол для бокала, брендированный бокал для вина, информационный буклет с картой мероприятия, а также купон для главного розыгрыша.
Фестиваль сопровождается музыкальной программой с участием лучших бендов и диджеев, создающих атмосферу настоящего праздника.

## Зоны фестиваля
Фестиваль «Винные Дни Еревана» разделён на четыре основные зоны, каждая из которых направлена на обеспечение полноценного, комфортного и разнообразного опыта для посетителей. Каждая зона имеет своё функциональное и тематическое значение.

### Зона дегустации вина
Это основная часть фестиваля, где представлено более 700 видов как армянских, так и импортных вин. Посетители получают возможность попробовать сотни сортов вин, изготовленных из местных и традиционных сортов винограда. Для участия в дегустациях у винодельческих павильонов действует система «Пакета наслаждения вином».
Количество виноделен, представленных в винной зоне, ежегодно увеличивается, что отражает как рост отрасли, так и доверие к фестивалю:
- В 2017 году — 25 винодельческих компаний
- В 2018 году — 35
- В 2019 году — 40
- В 2022 году — более 50
- В 2023 году — 70
- В 2024 году — до 80 виноделен, включая как небольшие семейные производства, так и крупных производителей

Этот рост свидетельствует не только об активном развитии армянского виноделия, но и о высоком авторитете фестиваля «Дни вина в Ереване» как эффективной платформы для сотрудничества.
Зона вина также служит B2B-площадкой, где виноделы имеют возможность встретиться с международными поставщиками, импортёрами, представителями сектора HoReCa и туроператорами. Эти встречи часто перерастают в долгосрочные партнёрства и открывают новые экспортные перспективы, прокладывая путь армянскому вину на международные рынки.

## Посетители

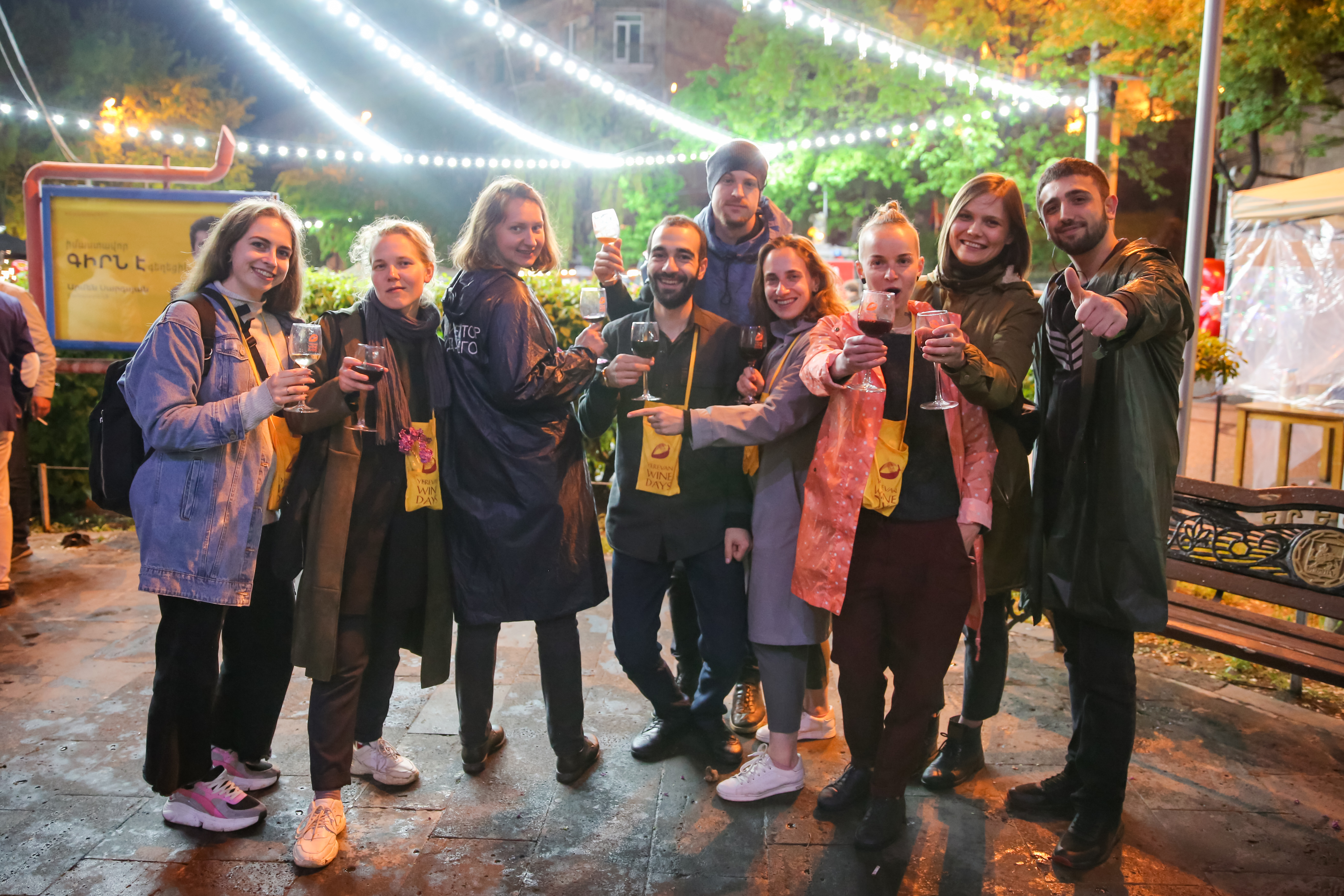
Настроение на Винных днях Еревана

Винные Дни Еревана — туристический фестиваль в Армении. Кроме местных жителей, его посещают гости из разных стран мира. В течение последних лет число посетителей фестиваля переступило порог в 35.000 человек. Журналист издания Форбс Том Мюллен, опубликовал статью об армянской кухне, вине и туристических местах, под названием «Yerevan City in Armenia Is a Jewel for Travel, Food And Wine», где в том числе упомянул фестиваль Винные дни Еревана.

## Хронология проведения мероприятия

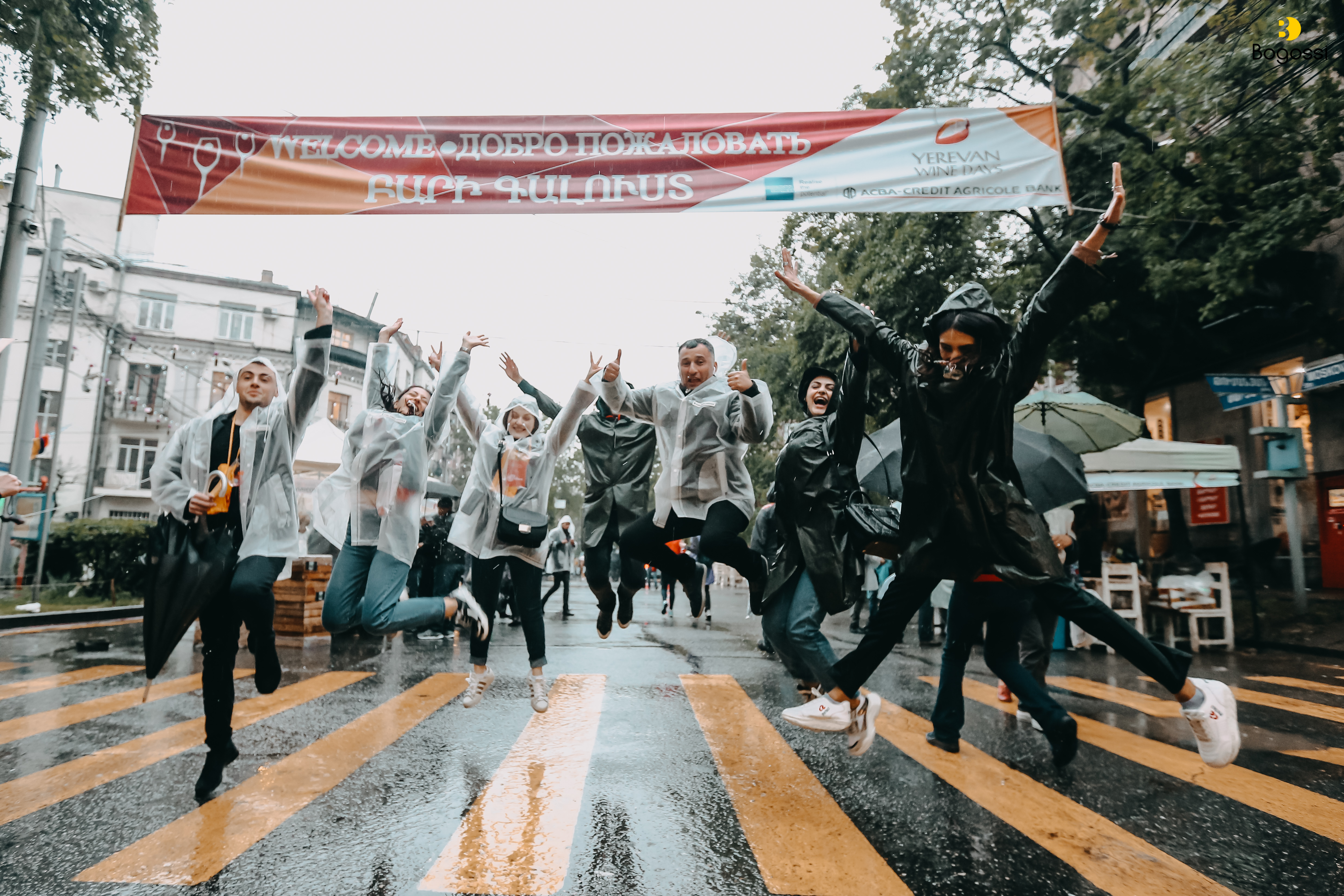
Дождь не беспокоит Винные дни Еревана

Мероприятие проводится ежегодно в первую неделю июня.
- 2022 год — 3, 4, 5 июня на улицах Сарьяна, Московян и Туманяна[7]. В фестивале были представлены более 500 сортов вина от приблизительно 50 производителей[8].
- 2021 год — 4 и 5 июня на улицах Сарьяна, Московяна и Туманяна.[9][10]
- 2020 год — Онлайн Винные дни Еревана.
- 2019 год — 3 и 4 мая от ул. Сарьяна до ул. Московян. В 2019 г. мероприятие было посвящено 150-летию великого армянского поэта[11] Ованеса Туманяна.
- 2018 год — 11 и 12 мая на перекрестке улиц Сарьяна и Туманяна. В 2018 г[11]. Винные Дни Еревана были посвящены 2800-летию Эребуни-Еревана[12].
- 2017 год — 5 и 6 мая на перекрестке улиц Сарьяна и Туманяна.[13]

Из-за пандемии COVID-19 Винные дни Еревана 2020, которые должны были состояться 1 и 2 мая, были отложены до возможного урегулирования эпидемиологической ситуации. Они были посвящены 140-летию художника Мартироса Сарьяна..

## Другие мероприятия и фестивали в Армении
- Фестиваль вина Арени. Место проведения: село Арени, Вайоцдзорская область.[15]
- Фестиваль вина «Воскеат». Место проведения: г. Аштарак, Арагацотнская область[16].
- Всеармянский Фестиваль шашлыка. Место проведения: Ахтала, Лорийская область.
- Фестиваль бороды. Место проведения: г. Дилижан, Тавушская область[17].
- Музыкальная ночь Еревана. Место проведения: площадь Шарля Азнавура, Ереван.
- Фестиваль «Ереван Джаз Фест».
- Фестиваль шелковицы[18]. Место проведения: с. село Караундж, Горис, Сюникская область.
- Фестиваль Гаты[19]. Место проведения: с. село Хачик, Вайоц Дзорская область.
- Гастро день Еревана. Место проведения: улица Закяна, Ереван.
- Фестиваль долмы. Место Проведения: г. Армавир, Армавирская область.
- Фестиваль этнографической песни и танца «Гутан». Место проведения: Центр искусств Гафесчяна.
- Фестиваль исполнительских искусств «High Fest»[20].
- Международный кинофестиваль Фреско.
- Международный музыкальный фестиваль «Ереванские перспективы».
- Международный кинофестиваль «Золотой абрикос».